# Sword Coast Legends
Sword Coast Legends est un jeu vidéo de rôle développé par n-Space et édité par Digital Extremes, sorti à partir 2015 sur Windows, Mac, Linux, PlayStation 4 et Xbox One. La musique du jeu est composée par Inon Zur.

## Accueil
- Canard PC : 4/10[1]